# الحرير (جبل)
جبل الحرير هو جبل في سراة بلاد بلقرن في مدينة سبت العلاية في محافظة بلقرن، ويطل على سوقها من الشرق وله امتداد جنوبي هو جبل مشرف لإشرافه على المدينة وامتداد شمالي هو جبل الخثماء لوجود فرجة في وسطه للمتجه إلى قرى الحرجة وبادية عفراء، وعلى الجبل ثلاثة حصون لحراسة البلدة سابقاً.